# Hipopi
L'hipopi és un símptoma de malaltia del sistema visual, consisteix en l'acumulació de pus a la cambra anterior de l'ull, que es diposita a la part inferior a causa de la gravetat.
És un signe de la inflamació de l'úvea o de l'iris, per exemple per una iritis (que és una forma d'uveïtis anterior). També pot estar present en una úlcera corneal, particularment d'etiologia fúngica com Aspergillus i Fusarium sp., malaltia de Behçet, endoftalmitis, i panuveïtis/panoftalmitis